# Acheliderma
Acheliderma is een geslacht van sponsdieren uit de klasse van de Demospongiae (gewone sponzen).

## Soorten
- Acheliderma fistulatum (Dendy, 1896)
- Acheliderma fulvum Aguilar-Camacho, Carballo & Cruz-Barraza, 2014
- Acheliderma lemniscatum Topsent, 1892
- Acheliderma lisannae van Soest, Zea & Kielman, 1994
- Acheliderma planum (Topsent, 1927)